# 5704 Шумахер
5704 Шумахер (5704 Schumacher) — астероїд головного поясу, відкритий 17 лютого 1950 року.
Тіссеранів параметр щодо Юпітера — 3,147.